# BUFR
BUFR(Binary Universal Form for the Representation of Meteorological Data)은 세계기상기구(WMO)에서 유지관리하는 이진 데이터 형식이다. 최신 버전은 BUFR 에디션 4이다. BUFR 에디션 3도 현재 운영용으로 간주된다. BUFR은 SYNOP(지표 관측), TEMP(상층 대기 측심) 및 CLIMAT(월별 기후 데이터)와 같은 WMO의 수십 개의 문자 기반, 위치 중심 기상 코드를 대체하려는 목표로 1988년에 만들어졌다. BUFR은 휴대 가능하고 컴팩트하며 보편적으로 설계되었다. 모든 종류의 데이터는 특정 공간/시간적 맥락 및 기타 관련 메타데이터와 함께 표시될 수 있다. WMO 용어에서 BUFR은 테이블 기반 코드 형식의 범주에 속한다. 여기서 데이터 요소의 의미는 메시지 자체와 별도로 보관 및 유지 관리되는 테이블 집합을 참조하여 결정된다.
BUFR은 사용하기 어려울 수 있는 복잡한 형식이며 몇 가지 약점을 나타낸다. BUFR 형식의 도입으로 인해 데이터 "불균형"(disparition)과 많은 형식 오류가 발생했다.